# Проханов Сергій Борисович
Проханов Сергій Борисович — радянський і російський актор.
Народився 29 грудня 1952 р. Закінчив Театральне училище ім. Б. Щукіна (1974). Працює в Театрі ім. Моссовєта. У 1992-му заснував Театр Місяця, який у 1994-му отримав державний статус.
Знявся в українських фільмах: «Юлька» (1972, Петро), «Подвиг Одеси» (1985, 2 с, моряк), «Розмах крил» (1986, пасажир), «Чехарда» (1987, т/ф), «Біс в ребро» (1990).